# Горностаева, Людмила Петровна
Людми́ла Петро́вна Горноста́ева (29 сентября 1913, Кулебаки, Ардатовский уезд, Нижегородская губерния — 21 апреля 2009, Екатеринбург) — советская лыжница и легкоатлетка, выступавшая на всесоюзном уровне в период 1939—1949 годов. На соревнованиях представляла спортивное общество «Авангард» и город Свердловск, чемпионка СССР по лыжным гонкам и лёгкой атлетике, заслуженный мастер спорта СССР. Также известна как тренер-преподаватель по лыжным гонкам, заслуженный тренер РСФСР.

## Биография
Родилась 29 сентября 1913 года в селе Кулебаки Ардатовского уезда Нижегородской губернии (ныне — город в Нижегородской области).
После окончания средней школы училась в Московском институте физической культуры, где она стала чемпионкой Москвы в беге на 5 километров. Затем по распределению отправилась работать тренером по лыжам и легкой атлетике в коллективе физкультуры Уральского завода тяжёлого машиностроения в Свердловске. Вышла замуж за председателя коллектива физкультуры завода Валентина Ивановича Горностаева.
Во время Финской кампании 1939—1940 годов, зимой 1939 года занималась подготовкой бойцов-лыжников для РККА, поступавших в ряды Уральского лыжного батальона. В общей сложности было подготовлено свыше 3000 бойцов-лыжников. В 1940 году Людмила Петровна выиграла дистанции на 5,10,15 километров на первенстве ЦС ДСО «Авангард», а также на первенстве ВЦСПС. В 1941 году получила звание мастера спорта СССР по лыжным гонкам и затем сделала некоторый перерыв в спортивной карьере в связи с рождением 3 июля 1941 года сына.
В 1942 году, после того как муж ушёл на фронт, была назначена на должность председателя коллектива физкультуры заводского добровольного спортивного общества «Авангард», продолжала готовить бойцов для участия в Великой Отечественной войне.
Первого серьёзного успеха на всесоюзном уровне добилась в сезоне 1943 года, когда стала чемпионкой СССР по лыжным гонкам в программе эстафеты 3 × 3 км и бронзовой призёркой в беге санитарных команд на 5 км, тогда как на легкоатлетическом первенстве страны была третьей на дистанциях 800 и 1500 м. Год спустя, в 1945 году завоевала золотые медали в лыжной эстафете 3 × 5 км и беге санитарных дружин. Ещё через год, в 1945 году стала серебряной призёркой в эстафете 3 × 3 км, а также взяла серебро в легкоатлетических дисциплинах на восьмистах и полутора тысячах метрах. В 1946 году одержала победу на чемпионате СССР по лёгкой атлетике в беге на 800 метров, дважды приглашалась участвовать в международном легкоатлетическом кроссе на призы газеты «Юманите» в Париже (1946, 1947), где оба раза получила серебро в личном зачете, и золото в командной. Людмила вместе с Татьяной Карелиной были первыми представителями свердловского спорта, выступавшие за границей в составе сборной СССР. За эти выдающиеся достижения удостоена почётного звания «Заслуженный мастер спорта СССР» по лёгкой атлетике.
В 1948 году выступила в последнем старте в своей спортивной карьере и сразу показала лучший результат сезона страны на 800 метров. В связи с рождением дочери в 1949 году приняла решение завершить спортивную карьеру и сосредоточила усилия на тренерской деятельности. За долгие годы работы тренером подготовила многих талантливых спортсменов, в том числе её воспитанниками являются мастера спорта А. Ромашова, Ф. Запесов, В. Четвертаков, Н. Белобородова, Э. Лилле. Одна из самых известных её учениц — заслуженный мастер спорта Анастасия Плотникова (Шмелькова), 11-кратная чемпионка страны по лыжным гонкам. За большие тренерские успехи в 1962 году удостоена звания «Заслуженный тренер РСФСР».
Умерла 21 апреля 2009 года в Екатеринбурге. Похоронена на Северном кладбище.

## Память
Людмила Петровна занесена в Книгу Почёта Свердловского областного совета ДСО «Труд».

## Награды
Людмила Горностаева за свои достижения была неоднократно награждена:
- медалями «За доблестный труд в Великой Отечественной войне 1941—1945 гг.» (1945);
- «За трудовое отличие» (16.09.1945)[5];
- Медаль «За трудовую доблесть» (27.04.1957) — «за успехи, достигнутые в деле развития массового физкультурного движения в стране, повышения мастерства советских спортсменов, и успешное выступление на международных соревнованиях»;
- «За доблестный труд. В ознаменование 100-летия со дня рождения Владимира Ильича Ленина» (1970);
- «Ветеран труда».